# Nancy Morejón
Nancy Morejón (La Habana, 7 de agosto de 1944) es una poeta, dramaturga, ensayista y traductora cubana. Contribuye mucho a la escritura en Cuba y tiene posiciones literarias importantes, como directora de la revista Unión, miembro de la Academia Cubana, y Presidente de la Asociación de Escritores de la Unión de Escritores y Artistas de Cuba (UNEAC).

## Biografía
Su padre era de ascendencia africana y su madre de raíces mexicanas. Habiendo destacado desde muy temprana edad en los estudios, escribía poemas a los trece años y en 1959, con apenas quince, llegó a titularse de profesora de inglés; obtuvo el bachillerato en letras en 1961. A los dieciocho años publicó su primer libro de versos, Mutismos. Entre 1963 y 1964 fue profesora de francés en la Academia Gustavo Ameijeiras de La Habana y trabajó como traductora para el Ministerio del Interior. Obtuvo el premio «Rubén Martínez Villena» en 1964 y militó entre 1963 y 1965 en el Comité de Base de la Unión de Jóvenes Comunistas de la Escuela de Letras; se licenció en lengua y literatura francesas por la Universidad de La Habana (1966) y se doctoró con una tesis sobre el poeta martiniqueño Aimé Césaire. Entre 1986 y 1993 fue  directora del Centro de Estudios del Caribe de Casa de las Américas, labor que reasumió en 2000. Desde 1991 es Miembro de la Academia de Ciencias de Cuba.

## Carrera y Educación
Elaboró una Recopilación de textos sobre Nicolás Guillén (La Habana, Ediciones Casa de las Américas, 1974) y se ha dedicado principalmente a la traducción simultánea en eventos y congresos; también realizó traducciones para el Instituto del Libro, sobre todo de poesía afrocaribeña. Participó en el Encuentro del Centenario de Rubén Darío, celebrado en Varadero (1967) y en muchos otros actos literarios, relacionados con la poesía y la cultura. En 1980 recibió el Premio Nacional de Ensayo "Enrique José Varona" de la Unión de Escritores y Artistas de Cuba por su libro Nación y Mestizaje en Nicolás Guillén, que en 1983 recibió también el Premio Mirta Aguirre; en 1986 recibió el "Premio de la crítica" cubano por Piedra Pulida y en 2001 el Premio nacional de Literatura. A Elogio y paisaje y La Quinta de los Molinos les fue otorgado también el Premio de la Crítica en l997 y 2000, respectivamente. La Universidad de Nueva York le confirió el Premio Yari-Yari de Poesía Contemporánea por el conjunto de su obra en 2004. En agosto de 2006, durante la VLª edición del Festival Noches de Poesía, recibió el Premio Corona de Oro de Struga 2006 de Macedonia ya proclamado el 21 de marzo de 2006, en la sede de la Unesco, en París, por el Día Mundial de la Poesía. En mayo de 2007, en el marco del XII Festival Internacional de Poesía de La Habana, recibió el Premio Rafael Alberti. posee las Insignias de Oficial de la Orden al Mérito de la República de Francia y la réplica del Machete de Máximo Gómez, entre otros. Es miembro de número de la Academia Cubana de la Lengua desde 1999.
Escribió colaboraciones para Unión, Cultura'64, El Caimán Barbudo, La Gaceta de Cuba, Casa de las Américas. Fue seleccionada para la antología Novísima poesía cubana (1962) de Reinaldo Felipe y Ana María Simo.
Su obra abarca una gran amplitud de temas. La mitología de la nación cubana y la relación integracionista de los negros con esta nación mediante el mestizaje de culturas españolas y africanas en una identidad nueva, cubana. La mayor parte de su obra apoya el nacionalismo, la revolución y el actual régimen cubano. Además, declara su feminismo respecto a la situación de las mujeres dentro de esta nueva sociedad y la integración racial haciendo a mujeres negras protagonistas centrales en sus poemas. Finalmente, su trabajo también trata la historia de la esclavitud y el maltrato en la relación de Cuba y los Estados Unidos, aunque su obra no está dominada por los temas políticos. Críticos sagaces han hecho notar jocosas observaciones sobre su propia gente, un particular y muy cubano empleo de la ironía y el humor, así como la calidad intrínseca de una poesía sumamente lírica, íntima, espiritual, e incluso erótica, hasta bucólica.
Nancy Morejón ha sido traducida al inglés, al francés, al alemán, al portugués, al italiano, al ruso, al polaco y al holandés y es especialmente conocida en los Estados Unidos, donde su obra es muy apreciada y ha sido traducida y reimpresa en numerosas ocasiones.

## Influencias literarias
La pasión por la escritura y la lectura nació por medio de sus padres. Ambos padres le inculcaron los buenos valores y la importancia de la formación. La madre fue un ejemplo a seguir para Nancy Morejón. Su padre también la involucró en el mundo de las noticias cotidianas alrededor del mundo a través de revistas o periódicos. A los nueve años, Nancy ya escribía su propia poesía en su propio diario, también estaba aprendiendo inglés. A tan joven edad Nancy ayudaba a los analfabetos escribiendo y leyendo para ellos. Nancy Morejón no solo fue moldeando su conocimiento por medio de las escuelas o las universidades, también le constaba que la instrucción de las calles enseñaba y daban mucho que aprender. Morejón le da vida, color, y sonido a su poesía recordando las calles de su barrio donde nació y creció, el barrio de Los Sitios. Sus padres, su hogar, su entorno donde creció fueron importantes influencias hacia su afición a la literatura y la poesía.
- Fragmento lírico dedicado a su madre: Mi madre no tuvo jardín sino islas acantiladas/flotando, bajo el sol, en sus corales delicados. No hubo una rama limpia en su pupila sino muchos garrotes. Qué tiempo aquel cuando corría, descalza,/sobre la cal de los orfanatos y no sabía reír, y no podía mirar el horizonte.[6]

### Mujer Negra
Uno de los poemas más populares de Nancy Morejón donde representa la historia negra y la feminidad es conocido como Mujer Negra. Morejón es la voz de sus antepasados. El pasado de sus ancestros quienes sufrieron por esclavitud por ser raza negra influyó tanto en su voz poética. El poema visualiza imágenes muy fuertes e impactantes. Tiene un tono intenso, fuerte, y valiente. También hace una alegoría hacia la revolución cubana.

## Conexiones políticas

La bandera de Cuba

Críticos de las obras de Morejón, como Caroline A. McKenzie y William Luis, ven la conexión con la revolución de Cuba como la razón por su éxito. Aunque la revolución fue muy importante en la vida y obra de Morejón, su trabajo con los temas de esclavitud, la identidad afrocubana y el feminismo tienen una gran parte de su influencia en la sociedad actual. El poema “Mujer negra” es un buen ejemplo de la mezcla de influencias en su vida. Ella lucha con sus palabras por los derechos humanos para personas de herencia africana y todas mujeres. En el poema, usa la historia colectiva de las esclavas negras a crear la fuerza del sentimiento en los lectores, especialmente a causa de las referencias a experiencias normales de mujeres. También se trata de la revolución en Cuba y sin duda muestra apoya al comunismo y los revolucionarios como Castro.
En una entrevista de Bomb Magazine, Nancy Morejón dijo que no hay elementos de marxismo en algunos de sus poemas. Sin embargo, en “Mujer Negra” hay un verso que tiene la palabra ‘comunismo.’ Morejón no es  miembro del partido comunista, pero tiene ideales que están relacionados con el marxismo.[cita requerida]

## Obras poéticas

### Cronología
- 1962 publica su primer libro Mutismos: ed. El Puente, La Habana

- 1964 publica Amor, ciudad atribuida: ed. El Puente, La Habana

- 1967 publica su libro de poemas Richard trajo su flauta y otros argumentos: col. Cuadernos, ed. Unión, La Habana,

- 1979 publica el poemario Parajes de una época: col. Mínima, ed. Letras Cubanas, La Habana

- 1980 publica Poemas (antología): Selección y prólogo de Efraín Huerta, Ilustración de cubierta Wifredo Lam, ed. Universidad Nacional Autónoma de México (UNAM), México D.F.

- 1982 se conoce su poemario Octubre imprescindible: col. Contemporáneos, ed. Unión, La Habana

- 1982 la UNAM publica Elogio de la danza: col. Cuadernos de Poesía, ed. Universidad Nacional Autónoma de México (UNAM), México D.F.

- 1984  se publica otro libro de poesía: Cuaderno de Granada, ed. Casa de las Américas, La Habana

- 1985 se publica Where the Island Sleeps Like a Wing (Antología bilingüe): Traducción, Selec. e Introducción de Kathleen Weaver, Pról. de Miguel Barnet , ed. The Black Scholar Press, San Francisco, California

- 1985 se reconoce Poems (Antología) como uno de los mejores libros del año: Selección de Sandra Levinson, ed. Center for Cuban Studies, New York

- 1986 se publica el libro Piedra pulida: col. Giraldilla, ed. Letras Cubanas, La Habana.

- 1993 se edita Poemas de amor y muerte: ed. Revista Caravelle (separata), Toulouse

- 1993 se publica su libro Paisaje célebre: ed. Fondo Editorial Fundarte, Caracas Venezuela

- 1997 se crea Elogio y paisaje: Ilustraciones de la autora, col. La Rueda Dentada, ed. Unión, La Habana.

- 1999 se publica Richard trajo su flauta; y otros poemas: Selec. y pról. de Mario Benedetti, ed. Visor, Madrid

- 2000 se publica La quinta de los molinos: Ilustraciones de Reynaldo González, 135 pp, col. Cemí, 2000, ed. Letras Cubanas, La Habana. Premio de la Crítica

- 2001 se presenta antología Black Woman and Other Poems (ed. bilingüe): tradujo, anotó, e introdujo Jean Andrews, arte de cubierta del autor, 244 pp. ed. Mango Publ. Londres
- 2002 Cuerda veloz, Editorial Letras Cubanas

- 2006 se publica Carbones silvestres

### Premios
- 1983 Obtiene el Premio "Mirta Aguirre" con el libro Nación y Mestizaje en Nicolás Guillén.
- 1986 Premio de la Crítica, por su libro Piedra pulida.
- 1997 Recibe de nuevo premio de la Crítica por su libro Elogio y paisaje.
- 2008 Recibe el premio como Escritora Galega Universal.

### Ensayos
- 1972 Recopilación de textos sobre Nicolás Guillén: Selección, prólogo y notas de N.M., 429 pp, Serie Valoración Múltiple, ed. Casa de las Américas, La Habana

- 1982 Nación y mestizaje en Nicolás Guillén: 332 pp. col. Premio, ed. Unión, La Habana

- 1998 Fundación de la imagen: 294 pp, col. Giraldilla, ed. Letras Cubanas, La Habana

- 2004 With Eyes and Soul: Images of Cuba. Trans. Pamela Carmell and David Frye. White Pine Press

### Traducciones
- 1979 Paul Laraque: Las armas cotidianas, col. Premio, ed. Casa de las Américas, La Habana
- 1984 Grenada Notebook: Traducción de Lisa Davis, ed. Círculo de Cultura Cubana, New York
- 1990 Ours the Earth (Antología): Traducción, selec. y pról. de Joe Pereira,, ed. Instituto del Caribe de la Universidad de West Indies (UWI), Kingston, Jamaica
- 1991 Baladas para un sueño: col. Ciclos, ed. Unión, La Habana

- 1991 Ernest Pépin: Remolino de palabras libres, col. Premio, ed. Casa de las Américas, La Habana
- 1994 Le Chaînon Poétique. Tradujo Sandra Monet-Descombey, ilustró la cubierta el pintor dominicano José Castillo. Prefacio de Delia Blanco y Pilar Paliès, ed. Médiathèque Champigny-sur-Marne, Paris
- 1996 Nicole Cage Florentiny: Arcoíris, la esperanza, col. Premio, ed. Casa de las Américas, La Habana
- 1996 El río de Martín Pérez Poe, (Antología): Ilustraciones del pintor Rolando Estévez, col. Clásicos del San Juan, ed. Vigía, Matanzas
- 1996 Botella al mar (Antología): Selec. y pról. de Adolfo Ayuso, col. Poesía, ed. Oliphante, Zaragoza

- 1998 Édouard Glissant: Fastos, Ediciones Vigía, Matanzas

- 2001 Édouard Glissant: Fastos y otros poemas, col. Pasamanos, ed. Casa de las Américas, La Habana
- 2001 Ruhmreiche Landschaft (Paisaje Célebre) : Gedichte, Umschlagmotive und Zeichnungen: Nancy Morejón, 82 pp, Übersetzung und Nachwort: Ineke Phaf-Rheinberger, Coleba Verlag, Triesen
- 2002 Mirar Adentro/Looking Within: Selected Poems, 1954-2000 (ed. bilingüe, African American Life Series). Ed. Juanamaria Cordones-Cook. Wayne State University Press

## Fuente
- Diccionario de la Literatura Cubana. Alicante: Biblioteca Virtual Miguel de Cervantes, 1999, consultado 27 de 2008